# ديف هندرسون (لاعب كرة قاعدة)
ديف هندرسون (بالإنجليزية: Dave Henderson) هو لاعب كرة قاعدة أمريكي، ولد في 21 يوليو 1958 في كاليفورنيا في الولايات المتحدة، وتوفي في 27 ديسمبر 2015 في سياتل في الولايات المتحدة بسبب نوبة قلبية.

## وصلات خارجية
- ديف هندرسون على موقع دوري كرة القاعدة الرئيسي (الإنجليزية)
- ديف هندرسون على موقعبيزبول رفرنس.كوم (الدوري الرئيسي) (الإنجليزية)
- ديف هندرسون على موقعبيزبول رفرنس.كوم (الدوري الثانوي) (الإنجليزية)
- ديف هندرسون على موقع إي إس بي إن.كوم (أم.أل.بي) (الإنجليزية)
- ديف هندرسون على موقع مشجعي الرسوم البيانية (الإنجليزية)